# Concurso 'Historias Breves'
Historias Breves es un concurso de proyectos de cortometraje de ficción que realiza anualmente el Instituto Nacional de Cine y Artes Audiovisuales (INCAA) de Argentina.
Comenzó en 1995 y ha contribuido a potenciar en su etapa inicial la carrera de muchos cineastas, entre ellos Lucrecia Martel, Pablo Trapero, Andy Muschietti, Santiago Loza, Israel Caetano, Maxi Dubois, Daniel Burman y Bruno Stagnaro.

## Características
Cada año, el INCAA abre la convocatoria, orientada a nuevos directores residentes en Argentina. Los postulantes presentan proyectos para la realización de un cortometraje de alrededor de diez minutos, de temática libre. El Instituto designa un Jurado, que elige aproximadamente a doce ganadores. Los directores de los proyectos ganadores reciben fondos, en cuotas, desde la etapa de preproducción, así como también asesoramiento técnico. Al año siguiente, el INCAA estrena, en forma de largometraje, una compilación de los cortometrajes terminados.